# Nataša Gaber-Damjanovska
Nataša Gaber-Damjanovska (mazedonisch Наташа Габер-Дамјановска; * 9. Oktober 1962 in Skopje) ist eine nordmazedonische Juristin. Von 2008 bis 2017 war sie Richterin am Verfassungsgerichtshof der Republik Nordmazedonien.

## Leben und Wirken
Gaber-Damjanovska studierte Rechtswissenschaften an der Universität Skopje, wo sie 1990 ihren Abschluss machte. 1995 wurde sie dort zur Dr. iur. promoviert. Anschließend war sie als wissenschaftliche Mitarbeiterin am Institut für Sozial-, Politik- und Rechtswissenschaften der Universität Skopje tätig. Ab 2006 hatte sie dort einen ordentlichen Lehrstuhl inne. Von 1991 bis 2009 war sie Mitglied des Verwaltungsrates des mazedonischen Zentrums für internationale Zusammenarbeit. Am 7. Oktober 2008 wurde sie zur Richterin am Verfassungsgerichtshof der Republik Nordmazedonien ernannt. Dort schied sie am 7. Oktober 2017 nach Ablauf ihrer neunjährigen Amtszeit aus dem Amt. 2016 war sie eine der Kandidatinnen für die Nachfolge der ausscheidenden Richterin Mirjana Lazarova-Trajkovska als Vertreterin Nordmazedoniens am Europäischen Gerichtshof für Menschenrechte, unterlag bei der Wahl aber Jovan Ilievski. Bereits seit 2014 unterrichtete sie Verfassungsrecht an der mazedonischen Richterakademie. Seit 2019 ist Gaber-Damjanovska die Präsidentin dieser Akademie. Bereits seit 2018 ist sie Direktorin des Instituts für Sozial-, Politik- und Rechtswissenschaften der Universität Skopje.